# Аліс Арм
Аліс Арм (Alice Arm) — молібденове родовище у Канаді, провінція Британська Колумбія.

## Опис
Гідротермальне штокверкового типу.
Було розвідане у 1965-67 рр., експлуатувалося відкритим способом у 1967-72 рр.
Зруденіння приурочене до палеогенового інтрузивного штоку (кварцові монцоніти і кварцові діорити), який прориває вулканіти поблизу східної околиці батоліту Кост-Рейндж.
Рудне тіло має форму вертикального циліндра; розташоване у гідротермально змінених породах штоку і частково у роговиках.
Головний рудний мінерал — молібденіт; жильні — кварц, флюорит. Запаси 72 млн т руди з середнім вмістом Мо 0,126 %.
Виробництво концентрату за 1968-71 рр. понад 10 тис. т з вмістом Мо 55 % при вилученні Мо 84 %.
Кар'єр законсервовано у 1972 р.